# Bourouwal-Tappé
Bourouwal-Tappé est une sous-préfecture de Guinée, située dans la préfecture de Pita

## Subdivision administrative
Bourouwal-Tappé compte six districts dont Bomboli, Bourouwal Tappé Centre, Gadha Bhoundouwol, Hakkounde Mitty, Hore Gnélē et Ley Gnélē.
| Districts              | Quartiers                                                  |
| ---------------------- | ---------------------------------------------------------- |
| Bomboli                | Bomboli Centre, Gadha Bomboli, Ley Bomboli, Kigna.         |
| Bourouwal Tappé Centre | Amoroyabhè, Bhawo Tangué, Kibaliya, N'Dologawi, Pouroyabhè |
| Gadha Bhoundouwol      | Gadha Bhoundouwol Centre, Garikèya, Thiélirè, Wambè Dow    |
| Hakkounde Mitty        | Hakkoundé Mitty Centre, Aïguel, Bhawo Fello, Horè Fello    |
| Hore Gnélē             | Boussoura, Pellel Malal, Horé Gnélé Centre, Thymmèwipellè  |
| Ley Gnélē              | Bourtondé, Gonkou, Ley Gnèlè Centre, Saran Pammé           |

## Population
En 2016, la localité comptait 10 417 habitants.